# Saint-Jean-du-Falga
Saint-Jean-du-Falga település Franciaországban, Ariège megyében. Lakosainak száma 2864 fő (2022. január 1.). Saint-Jean-du-Falga Benagues, Pamiers, Varilhes, Verniolle és Rieux-de-Pelleport községekkel határos.

## Népesség
A település népessége az elmúlt években az alábbi módon változott:
| Lakosok száma | 1071 | 2153 | 2263 | 2549 | 2814 | 2900 | 2934 | 2859 | 2855 | 2864 |
|               | 1968 | 1982 | 1990 | 2006 | 2013 | 2015 | 2017 | 2019 | 2020 | 2022 |